# Shirin Ebadi
Shirin Ebadi (شیرین عبادی en persa) (Hamadán, Irán, 21 de junio de 1947) es una abogada iraní que milita por los derechos humanos y la democracia. Fue la primera mujer iraní y musulmana en recibir el Premio Nobel de la Paz (10 de octubre de 2003).

## Biografía
Ebadi nació en una educada familia iraní; su padre Mohammad Alí Ebadí, fue uno de los primeros catedráticos de Derecho Comercial de Irán, era notario público y autor de varios libros. Su madre se consagró a la educación de sus tres hijas y su hijo.  Al año de nacer Shirin, la familia se mudó a Teherán, donde asistió a las escuelas de Anoshiravn Dadgar y Reza Shah Kabir antes de  graduarse como abogada en la Universidad de Teherán en 1968 y en 1969 se convirtió en una de las primeras juezas de su país. Al mismo tiempo continuó estudiando y en 1971 obtuvo con honores la maestría en Derecho Privado. En 1975 fue la primera mujer iraní en acceder a la presidencia de un tribunal.
Después de la revolución islámica de 1979, se prohibió el ejercicio de la función de juez a las mujeres, por lo que todas las juezas iraníes fueron apartadas del cargo y destinadas a trabajos administrativos. Ebadi fue designada secretaria del mismo tribunal que anteriormente presidía. Protestó por ello y obtuvo una promoción como consejera en el Ministerio de Justicia. Insatisfecha, solicitó una jubilación anticipada que le fue concedida.
Debido al cierre durante años del Colegio de Abogados de Irán por las autoridades revolucionarias, Ebadi tampoco pudo obtener una licencia para dedicarse a la abogacía hasta el año 1992, año en que pudo abrir un despacho propio, y mientras tanto escribió varios libros y publicó numerosos artículos en diversas publicaciones iraníes.
Tras varios años ejerciendo como abogada en juicios por asesinato y divorcio, comenzó a asumir también la defensa en casos con implicaciones políticas a escala nacional, ejerciendo como abogada en el asesinato del matrimonio Foruhar, o del estudiante Ezzatollah Ebrahimneyad, asesinado en el asalto de las milicias basiyíes a la residencia de estudiantes de la Universidad de Teherán en 1999. En el transcurso de este último expediente, Ebadí fue acusada de hacer llegar al presidente Jatamí indicios de la responsabilidad de agentes gubernamentales en el asesinato de estudiantes, por lo que fue detenida y pasó tres semanas en la cárcel en 2000, aunque su condena a cinco años de cárcel y la retirada de su licencia fueron revocadas.
Ebadi fue abogada de relevantes personalidades de la cultura y la política iraníes, como el doctor Habibollah Peymán, el novelista Abbás Maarufí o el editor Faraŷ Sarkuhí. Igualmente, asumió casos de tanta resonancia social y política en Irán como los de maltrato infantil.
Es cofundadora de dos organizaciones no gubernamentales: la Asociación de Defensa de los Derechos de la Infancia en 1995, de la que fue principal responsable durante cinco años, y el Centro de Defensores de los Derechos Humanos, establecido en 2001 con el fin, de acuerdo con sus estatutos, de proporcionar "defensa legal gratuita a los perseguidos por motivos de conciencia y políticos" y "apoyo a las familias de presos políticos y de conciencia", así como de "informar sobre los casos de violaciones de los derechos humanos en Irán".

## Premio Nobel
El 10 de octubre de 2003, el Comité Noruego del Nobel otorgó a Shirín Ebadí el Premio Nobel de la Paz en razón de "sus esfuerzos por la democracia y los derechos humanos", reconociendo su atención particular a la "lucha por los derechos de mujeres y niños". El Comité reconocía su "sensatez profesional" y su "valentía", afirmando que Ebadí "no ha prestado atención jamás a las amenazas a su propia seguridad".
La decisión de galardonar a Ebadí sorprendió a buen número de observadores, que apostaban por la concesión del premio a Juan Pablo II, ya en una edad avanzada. Los partidarios del papa polaco criticaron el carácter político de la elección de Ebadí, comparándola a los premios otorgados a Lech Walesa o Mijaíl Gorbachov, y objetando que ninguna de las actividades previas de Ebadí se correspondía con los criterios fijados para el premio por Alfred Nobel: "la persona que haya hecho más o mejor por la fraternidad entre las naciones, por la abolición o la reducción de los ejércitos y por la organización y promoción de congresos de paz".
Ebadí presentó al Comité del Nobel un libro titulado Democracia, derechos humanos e islam en el Irán moderno: perspectivas psicológicas, sociales y culturales, en el que repertoriaba bases culturales para la democracia y los derechos humanos en Irán, desde la Antigüedad de Ciro y Darío hasta la nacionalización del petróleo en época contemporánea por el popular primer ministro Mohammad Mosaddeq.
Las autoridades y los medios de prensa gubernamental dentro de Irán manifestaron su recelo ante la concesión del premio tachando el acontecimiento de acto político de una institución pro occidental, o bien reconociendo el mérito con cautela. Ebadí recibió también críticas al acudir a la ceremonia de entrega en Oslo sin cubrirse el pelo, como impone la legislación iraní.

## Amenazas
Galardonada con el premio Nobel, Shirín Ebadí ofreció conferencias y cursos y recibió premios subsiguientes en distintos países, al tiempo que seguía defendiendo en Irán a personas acusadas de crímenes políticos. En la primavera de 2008, Ebadí denunció estar siendo amenazada para hacerla desistir de pronunciar discursos en el extranjero y de defender a la comunidad bahaí, pese a lo cual en junio asumió la defensa de cinco personalidades de esta confesión detenidas el mes anterior. 
En agosto de 2008, la agencia estatal de noticias IRNA publicó un artículo en que se atacaba a Ebadí acusándola de pertenecer a la fe bahaí, de ser agente de "Occidente", defender a los homosexuales, aparecer sin cubrirse el pelo en el extranjero, poner en entredicho el sistema penal islámico, y defender a "agentes de la CIA". En el artículo, su hija Narges Tavassolián era acusada de haberse convertido al bahaísmo, lo que constituiría un acto de apostasía, castigado en la República Islámica con la pena de muerte. El Centro de Defensores de Derechos Humanos dirigido por ella fue cerrado por la policía en diciembre de 2008, lo que suscitó condenas internacionales. Pocos días después, su domicilio y despacho profesional sufrían el acoso de "manifestantes" pro gubernamentales.

## Elecciones de 2009 y activismo político posterior
Las controvertidas elecciones presidenciales iraníes de junio de 2009 y la amplia ola de detenciones de militantes políticos y activistas sociales se produjeron estando en el extranjero Shirín Ebadí, quien ante las masivas sospechas de fraude se pronunció a favor de la celebración de nuevas elecciones. La dura represión de las protestas por el percibido fraude llevó a Ebadí, ahora exiliada, a denunciar repetidas veces, ante instituciones internacionales varias, la grave crisis de derechos humanos que se desarrollaba en Irán y llamando a los gobiernos extranjeros a boicotear el gabinete entrante de Mahmud Ahmadineyad. Ante el fracaso de estos llamados, Shirín Ebadí acusó a los gobiernos occidentales, como otros activistas iraníes, de indiferencia ante la situación de derechos humanos en Irán.

### Represalias
En noviembre de 2009, Ebadí denunció desde Londres la confiscación por las autoridades iraníes de varios trofeos suyos: la medalla y diploma del premio Nobel, la enseña de la Legión de Honor francesa y un anillo recibido de una asociación de periodistas alemana. El Ministro de Asuntos Exteriores de Noruega Jonas Gahr Støre se declaró consternado, a lo que las autoridades iraníes respondieron desmintiendo la confiscación y criticando a Noruega por inmiscuirse en asuntos internos iraníes. Aun así, en marzo de 2010 la abogada de Ebadí Nasrín Sotudé informó en entrevista con la televisión Radio Fardá del embargo en Irán de los bienes y posesiones de la Sra. Shirín Ebdí, hasta la cantidad máxima de 500 millones de Flechas stand(aprox. 500.000 dólares USA), en concepto de "impago de impuestos" por el Premio Nobel, así como de "discursos en países extranjeros".
En el mes de diciembre de 2009, fue detenida la hermana de Shirín Ebadí, hecho denunciado como un acto de represalia por la Premio Nobel, que denunció además un supuesto acoso sufrido por Nushín Ebadí en los dos meses anteriores por parte de los servicios secretos iraníes para convencerla a ella de abandonar su militancia política y pro derechos humanos.
El 10 de mayo de 2010, el programa 20.30, informativo estrella de la televisión estatal iraní IRIB, emitió un programa sobre Shirín Ebadí en el que intervenía para lanzar acusaciones y quejas maritales sobre ella su esposo Yavad Tavassolián, lo que fue denunciado por la hija del matrimonio como una "confesión forzada" por el aparato de seguridad de la República Islámica. La emisión se producía cuatro meses después de ser expulsado Tavassolián de su puesto de trabajo en una empresa estatal.

## Premios y distinciones
- 1996, Premio Official Espectador de Human Rights Watch.
- 2001, Precio Rafto de derechos humanos de Noruega.
- 2003, Premio Nobel de la Paz.
- 2004, Doctor honoris causa por la Universidad de Maryland, College Park.
- 2004, Doctor honoris causa por la Universidad de Toronto.
- 2004, Doctor honoris causa por la Universidad Simon Fraser.
- 2004, Doctor honoris causa por la Universidad de Akureyri.
- 2005, Doctor honoris causa por la Universidad Católica Australiana.
- 2005, Doctor honoris causa por la Universidad de San Francisco.
- 2005, Doctor honoris causa por la Universidad Concordia.
- 2005, Doctor honoris causa por la Universidad de York.
- 2005, Doctor honoris causa por la Universidad Jean Moulin de Lyon.
- 2005, Premio Construcción de la paz ciudadana, UCI.
- 2006, Legión de Honor.
- 2007, Doctor honoris causa por la Universidad Loyola Chicago.
- 2007, Doctor honoris causa por la Universidad The New School.
- 2009, Doctor honoris causa por la Universidad de Marquette.
- 2010, Doctor honoris causa por la Universidad Europea de Madrid.
- 2018, Doctor honoris causa por la Universidad de Lérida
- 2018, Premio especial a una vida de Optimismo y Compromiso que otorga la revista Anoche Tuve un Sueño